# Одинокий дуб
Одино́кий дуб — ботанічна пам'ятка природи місцевого значення в Україні. Об'єкт природно-заповідного фонду Вінницької області. 
Розташована в межах Вінницького району Вінницька область, неподалік від північно-західної частини міста Вінниця. 
Площа 0,01 га. Оголошений відповідно до Рішення Вінницького облвиконкому від 13.05.1964 року № 187 та від 29.08.1984 року № 371. Перебуває у віданні Вінницького державного підприємства «Вінлісгосп» (Якушинецьке л-во, кв. 65, діл. 17). 
Статус надано для збереження одного екземпляра дуба звичайного віком бл. 300 років.